# Nautilus (dom aukcyjny)

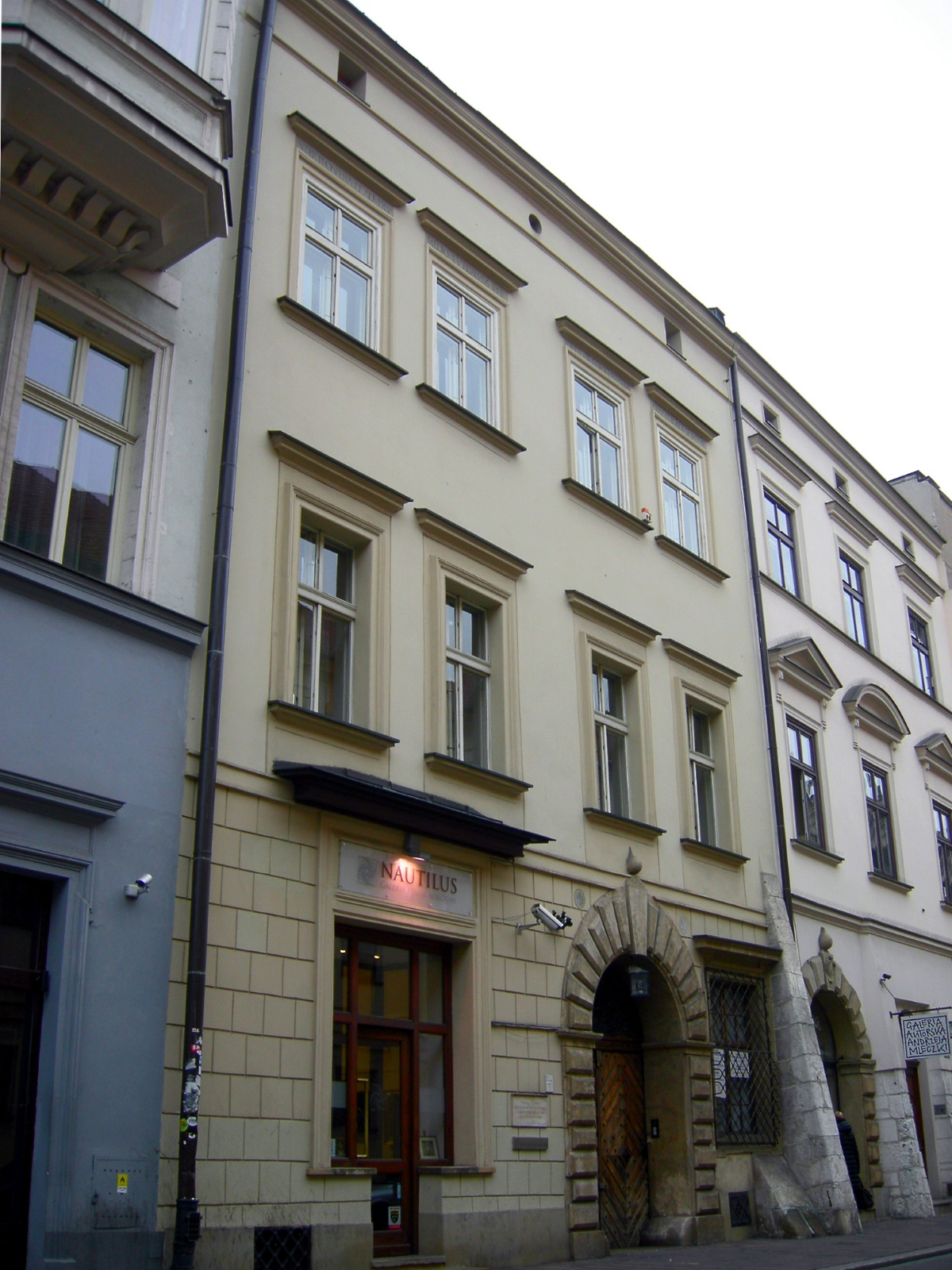
Dawna siedziba firmy przy ul. Świętego Jana w Krakowie

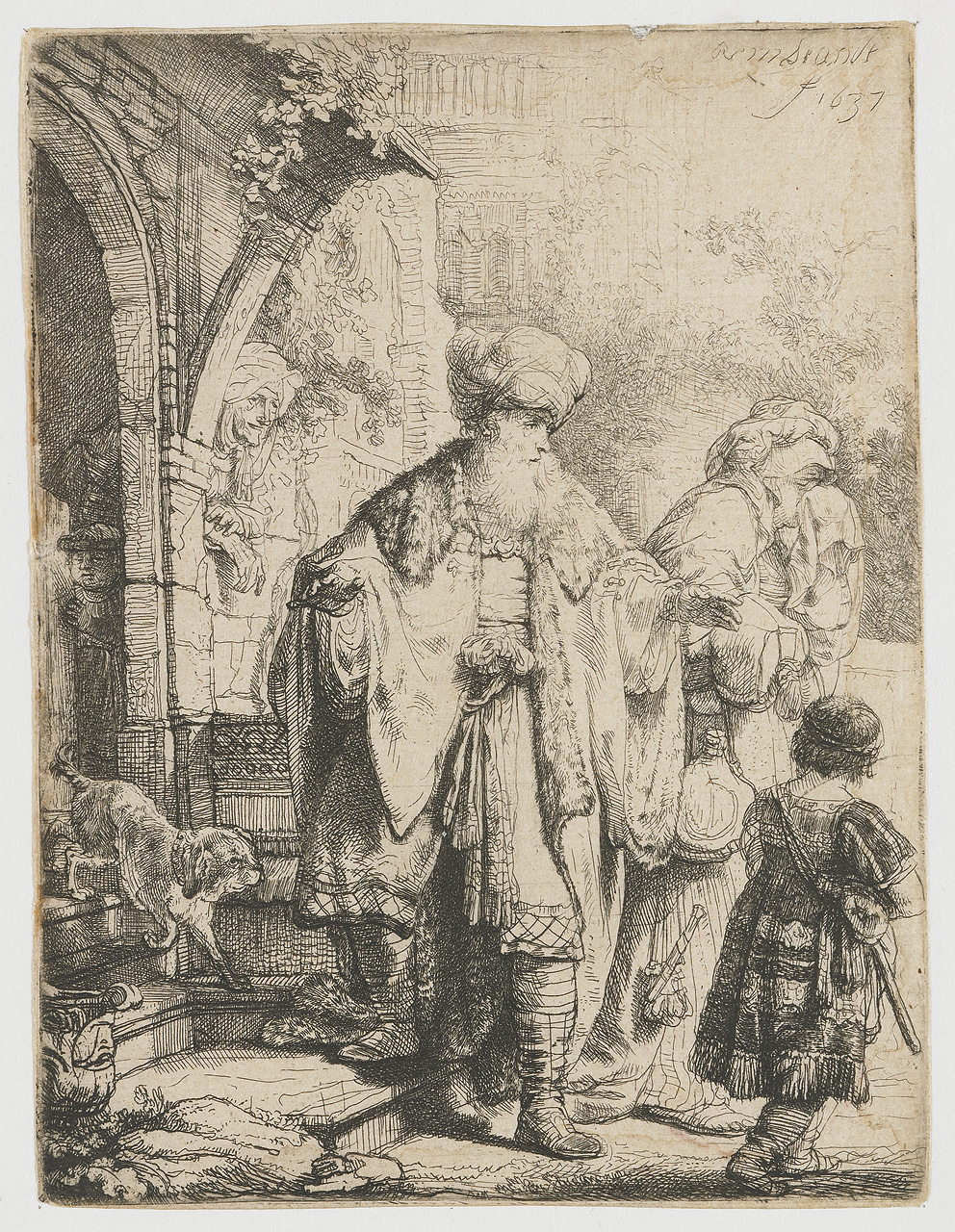
Abraham wypędzający Hagar i Ismaela Rembrandta – jedna z grafik w ofercie Nautilusa

Nautilus Galeria i Dom Aukcyjny – polski dom aukcyjny działający w Krakowie, zajmujący się obrotem dziełami sztuki w zakresie malarstwa, grafiki, plakatu, fotografii i rzemiosła artystycznego. 

## Historia
Nautilus został założony w 1993 w Krakowie pod nazwą Nautilus Salon Antykwaryczny przez antykwariuszy Michała Maksymiuka i Macieja Żywolewskiego. Jego pierwsza siedziba mieściła się do 2006 przy ulicy Świętego Tomasza 8, następnie przeniósł się do kamienicy przy ulicy Pijarskiej 5. W 2014 salon został przekształcono w Nautilus Galerię i Dom Aukcyjny sp. z o.o. spółka komandytowa z nową siedzibą przy ulicy Świętego Jana 12 – w budynku Towarzystwa Miłośników Historii i Zabytków Krakowa. W latach 90. XX wieku działała też filia w hotelu Regent przy ulicy Bożego Ciała 19 na Kazimierzu (oferowała m.in. rzemiosło artystyczne).
W latach 1994–1995 Nautilus wraz z antykwariatem Rara Avis zorganizował jedną z pierwszych w Polsce aukcji poświęconych wyłącznie grafice i kartografii, a w latach 1997–2000 współtworzył Polski Dom Aukcyjny „Sztuka”.
Na przełomie lat 2018/2019 dom aukcyjny został przeniesiony do Nowej Huty (osiedle Górali 24).

## Zakres działalności
Firma zajmuje się sprzedażą dzieł sztuki zarówno w systemie aukcyjnym, jak i sprzedaży galeryjnej. Zorganizował ponad 40 aukcji. W ofercie dostępne były m.in. grafika Rembrandta van Rijna Abraham wypędzający Hagar i Ismaela z 1637 (aukcja nr 36) i Jana Piotra Norblina Kazanie Jana Chrzciciela z 1808 (aukcja nr 38).
Galeria prowadzi również działalność wydawniczą. W 2006 wspólnie z Renatą Weiss, wnuczką Wojciecha Weissa, opracowała katalog jego twórczości graficznej, obejmujący wszystkie jego grafiki. Rok później nakładem Nautilusa wydano tekę graficzną Kacpra Bożka Mistrz i Małgorzata, złożoną z 12 grafik wykonanych w technikach metalowych (została ona doceniona m.in. przez niemieckie czasopismo branżowe „Graphische Kunst”), zaś w 2013 – jego Rękopis znaleziony w Saragossie, składający się z 13 grafik wykonanych tą techniką.
W 2000 Nautilus rozpoczął działalność wystawienniczą, organizując m.in. wystawy: Pokolenia. I Wystawa malarstwa Pawła i Wacława Taranczewskich (2000), Leopold Lewicki. Grafika, malarstwo (2001), Stanisław Wójtowicz. Między pozytywem i negatywem (2002), Stanisław Wałach 1919–1983 (2004), Wojciech Weiss. Twórczość graficzna (2006), Mistrz i Małgorzata – teka graficzna Kacpra Bożka (2007), Wacław Taranczewski. Krakowska Wenus z Willendorf (2008), Jarosław Kawiorski. Twarze i postaci (2009), Zdzisław Stanek. Prace z lat 50. i 60. (2009), Stefan Szmaj. Grafika rysunek (2011), Paweł Taranczewski. Krajobraz miniony (2014).
Galeria prowadzi również doradztwo w zakresie budowania kolekcji, tworzenia katalogów, wyceny dzieł sztuki, ich konserwacji oraz wykonywania i obróbki zdjęć.